# Жужелица кавказская
Жужелица кавказская (лат. Carabus caucasicus) — вид жуков из рода жужелиц, эндемик Северного Кавказа. Иногда рассматривается как подвид Carabus scabrosus.

## Описание

### Морфология
Самый крупный представитель рода Carabus в России. Длина жука 32—55 мм. На территории России распространены 2 подвида — более мелкий (32—44 мм) C. c. caucasicus и более крупный (45—55 мм) C. c. colchicus.
Самки крупнее самцов. Надкрылья с грубой крупнозернистой скульптурой. Окраска тела синяя, иногда с фиолетовым или зелёным оттенком, блестящая. Передняя спинка заметно сужена впереди, её передний край уже основания, поверхность грубо морщинистая или зернистая. Нижняя сторона тела жуков чёрная, с металлическим блеском.
Внешне очень четко отличается от Procerus scabrosus tauricus формой переднеспинки — сильно сужается от основания к вершине, когда у scabrosus tauricus вершина переднеспинки почти квадратная.

### Биология
Жуки активны в различное время суток, но наиболее активны ночью. Встречаются в течение всего вегетационного периода, начиная с апреля. Более активны весной и в начале лета. Быстро бегают. Активный хищник. Питается преимущественно брюхоногими моллюсками. Отмечено также питание личинками насекомых, дождевыми червями.

## Место обитания
Номинативный подвид распространён в относительно сухих лесных сообществах, преимущественно дубравах. Иногда поднимается до горных степей и лугово-степей на высотах 1800—2000 метров над уровнем моря.
Второй подвид в основном приурочен к лиственным и смешанным лесам в условиях скального и карстового рельефа.
Оба подвида могут также встречаться в садах и парках, и прочих культурных ландшафтах на территории своего ареала.
Жуки встречаются на поверхности почвы, часто в опавшей листве.

## Распространение
Номинативный подвид — Кавказ. От Адыгеи на запад до Дагестана.
Подвид  C. c. colchicus — Закавказье, район Сочи и юго-запад Краснодарского края (этот фрагмент ареала проходит по линии Геленджик-Анапа-Тоннельная-Убинская-Новодмитриевская-Геленджик).

## Размножение
Спаривание и яйцекладка весной, обычно в апреле.
Стадия развития яиц примерно 1—2 недели. Личинки питаются моллюсками. Окукливание в земляной колыбельке. Развитие от яйца до имаго занимает 3—4 месяца. Молодые жуки отмечаются в середине лета. Зимует имаго.

## Численность
Наблюдается тенденция к снижению численности вида. Численность подвержена колебаниям и отчасти связана напрямую с количеством осадков и соответственно количеством кормовой базы в виде наземных моллюсков.
Численность сокращается из-за уменьшения целинных участков, окультуривания лесных полян, использования пестицидов, неконтролируемого вылавливания коллекционерами и отдыхающими.

## Замечания по охране
Вид занесён в Красную книгу России (2 категория — сокращающийся в численности вид).
Охраняется в Кавказском, Кабардино-Балкарском, Тебердинском и Северо-Осетинском заповедниках.